# 恩戈羅雷羅
01°51′54″S 29°37′30″E / 1.86500°S 29.62500°E
恩戈羅雷羅（Ngororero），是盧旺達的城鎮，位於該國西部，由西部省負責管轄，是恩戈羅雷羅縣的首府，面積59平方公里，海拔高度1,619米，2012年人口34,559，人口密度每平方公里590人。